# ذاكرة استعادية
الذاكرة الاستعادية (بالإنجليزية: Retrospective memory) هي ذاكرة الناس، والكلمات، والأحداث المصادفة والمجربة في الماضي. تشمل جميع أنواع الذاكرة بما فيها العرضية والدلالية والإجرائية. قد تكون ضمنية أو صريحة. وفي المقابل، تتضمن الذاكرة الاستباقية تذكُّر شيء ما أو إنجاز شيء ما بعد تأخير، مثل تذكر شراء مواد غذائية في طريق العودة إلى المنزل من العمل. وعلى أي حال، ترتبط بشدة مع الذاكرة الاستعادية، إذ تحتاج الذاكرة الاستباقية بعض جوانب الذاكرة الاستعادية.

## علاقتها مع الذاكرة الاستباقية
أظهرت الأبحاث الباكرة على الذاكرتين الاستباقية والاستعادية وجود دور للذاكرة الاستعادية في الذاكرة الاستباقية. كان من المهم إيجاد مصطلحاتٍ أدق لشرح العلاقة بينهما بالكامل. تُصوّر الذاكرة الاستباقية نموذجًا تجريبيًا أدق، ولذلك استُخدم مصطلح التذكر الاستباقي لاحقًا. وصفت مراجعةٌ لبورجيز وشاليس دراساتٍ على مرضى لديهم إعاقة في الذاكرة الاستباقية، بينما الذاكرة الاستعادية سلمية، ودراسات أيضًا تسببت فيها إعاقة الذاكرة الاستعادية بإعاقة الذاكرة الاستباقية. لم يجدوا انفصالًا مزدوجًا فيهما، ولذلك توصلوا إلى أنهما ليسا كيانين منفصلين. أُشير إلى أن دور الذاكرة الاستعادية في الذاكرة الاستباقية أصغر، ويأخذ شكل المعلومات المطلوبة لوضع الخطط. حسب أينشتاين وماكدانييل في عام 1990، يشير جزء الذاكرة الاستعادية في عملية التذكر الاستباقي إلى القدرة على الاحتفاظ بالمعلومات الأساسية للفعل والسياق. يشرح مثالٌ استُخدم في المراجعات هذا الأمر بالسيناريو التالي:
«تنوي إرسال رسالة بالبريد أثناء طريقك إلى المنزل في مساء غد، عن طريق صندوق البريد الذي استخدمته سابقًا». 
تتضمن المعلومات الأساسية في سياق الاستعادة الوقت والموقع والأهداف، وتشكل مع بعضها سياق الاستعادة المطلوب. كل تصوير فردي مطلوب هو شكلٌ للذاكرة الاستعادية. ورغم كل هذه الأبحاث ما زالت هذه القضية محط نقاش ضمن المجتمع العلمي.

## الذاكرة العرضية
الذاكرة الاستعادية هي ذاكرة الأحداث الماضية. يبحث مجال مهم في هذا المجال حول ظاهرة السفر العقلي عبر الزمن.

### السفر العقلي عبر الزمن
يُعرّف السفر العقلي عبر الزمن على أنه القدرة على إخراج الذات عقليًا إلى الوراء زمنيًا من أجل تذكر تجارب شخصية سابقة، أو إلى الأمام زمنيًا لعيش الأحداث الممكنة في المستقبل قبل أوانها. استحدث هذه الفكرة الاختصاصي النفسي الكندي إنديل تولفينغ. لا يشير ببساطة إلى المعرفة بحادثة حصلت، بل يتطلب تيقظًا واعيًا يحتاجه الفرد لتذكر الأحداث. وتبعًا لهذا، لا شك أن السفر العقلي عبر الزمن يتطلب وظائف تنفيذية مركزية، وغالبًا قدرةً واعيةً. وعلى أي حال،  وجدت الأبحاث الجديدة عدة حالاتٍ يحدث فيها السفر العقلي عبر الزمن لا إراديًا دون إدراك. وتظهر الأبحاث حدوث هذا في أحداث السيرة الذاتية بالتحديد، وبناءً عليه تكون هذه الحالات أكثر تحديدًا وتوجهًا بالتفاصيل. ومن الأمثلة على السفر العقلي عبر الزمن ظاهرة الرائحة: كيفية قدرة رائحة معينة على إرجاع الشخص إلى حادثةٍ معينةٍ في حياته. يوجد أيضًا دليل على اختلاف السفر العقلي عبر الزمن سواء الإرادي أو اللاإرادي حسب مستويات تنشيط مناطق من الدماغ؛ ما يقترح وجود آليات مختلفة للاستعادة. ابتعدت الأبحاث الحالية عن قسم الاستعادة واتجهت نحو الجانب الاستباقي للسفر العقلي عبر الزمن. وتوجد أيضًا أبحاثٌ موسعةٌ فيما إذا كان السفر العقلي عبر الزمن خاصًا بالبشر، إذ اتضح دليل بإمكانية حدوثه عند الحيوانات.

### العرضية
الذاكرة العرضية الاستعادية هي ذاكرة الدقائق في الماضي. تُستخدم عادةً في الدراسات على مرضى ألزهايمر وفي اختبار خرفهم. قارنت دراسة لليفنر وغيره تأثير المرض على كلٍّ من الذاكرتين الاستعادية والاستباقية. في هذه الحالة، كانت الذاكرة العرضية المختبرة تقيس القدرة على تذكر تعليمات الاختبار. تُختبر الذاكرة الاستعادية للمشاركين عن طريق قائمة من أسماء مقسمة إلى أربعة أصناف. تُقسم نتائج الذاكرة الاستعادية إلى ثلاثة أجزاء: عدد الأصناف وعدد العناصر المتذكَرة ونسبة النسيان، من أجل النظر في العمليات الثلاثة المنفصلة في تكوين الذاكرة (الترميز والاستعادة والتخزين). تمكن الباحثون من العثور على نمط الإعاقات الوظيفية في الدماغ بالاستفادة من نتائجهم ومعرفتهم عن الذاكرة العرضية.

### السيرة الذاتية
ذاكرة السيرة الذاتية الاستعادية هي استذكار أحداث محددة من الماضي. استُخدم هذا الاختبار عند البحث عن تأثير الشعور والسياق على الذاكرة. أجرى أبينافولي وهينكل في عام 2009 دراسةً تبحث في ما وراء الذاكرة والسياق وأحداث الطفولة. أرادوا مشاهدة ما إذا كانت ذاكرة المشاركين تتذكر أحداث الطفولة بشكلٍ دقيقٍ. أظهرت النتائج أنه عندما أُعيد إنتاج السياق تحسن ما وراء الذاكرة، فترك انطباعًا قويًا عن الحدث الحقيقي. وإلى جانب هذه المواضيع، استُخدمت أيضًا في دراسة السفر العقلي عبر الزمن والعوامل المرتبطة بالعمر.

## تشريح العصبية

### القشرة أمام الجبهية الإنسية
أجرى كيسنر دراسة في عام 1989 على الذاكرة الاستعادية عن طريق الجرذان. أدى حدوث آفات على القشر أمام الجبهي الإنسي للجرذان إلى إعاقة في الذاكرة الاستعادية، وكذلك إعاقة قوية على الذاكرة الاستباقية في مهمة الذراع المتشععة.

### الفص الصدغي الأنسي
تلعب مناطق مختلفة من الفص الصدغي الإنسي في الدماغ دورًا فريدًا في الذاكرة. يبدو أن الفص الصدغي الأنسي يعمل كجهاز ذاكرة للأحداث والحقائق المتوفرة عن معرفة، ويكون مهمًا للذاكرة العرضية والدلالية الحديثة. ويوجد دليلٌ أيضًا بتشفير الفص الصدغي الأنسي للذكريات تلقائيًا. خمّن أوكودا وغيره في عام 2003 دور الفص الصدغي الأنسي في الذاكرة الاستعادية باستخدام التصوير المقطعي بالإصدار البوزيتروني (بّي إي تي). وجد بّي إي تي زيادة جريان الدم في الفصين الصدغيين الأنسيين عند التفكير بأحداث سابقة، ما أكد مساهمة هذه المنطقة من الدماغ في تنشيط الذاكرة الاستعادية. الإضافة إلى ذلك، أظهر الفص الصدغي الأنسي مستويات تنشيط مرتبطة بالذاكرة الاستباقية. يدعم هذا الاكتشاف معتقد اعتماد التفكير بالمستقبل إلى حد ما على التفكير بالماضي، مظهرًا علاقة بين الذاكرتين الاستعادية والاستباقية.

### الحصين
يلعب الحصين دورًا مهمًا في تذكر تجارب شخصية محددة عند البشر، ودورًا في تسلسل الأحداث أيضًا.
أظهرت سلسلة من دراسات الآفة دور الحصين في الذاكرة الاستعادية. في أول مهمة استجابة متأخرة، عُرض على الرئيسيات غير البشرية وعاءان من الطعام. ولكي يحصلوا على مكافأة، يجب أن يتذكروا أي وعاء طعام منهما كان جيدًا. وعلى أي حال، وجب على الرئيسيات الاحتفاظ بمعلومة حول الاحتمالين حتى صعود المعدات وخفضها بعد فترة تأخير. أظهرت النتائج أن الآفات في الحصين أعاقت الأداء في هذه التجربة. في دراساتٍ مختلفةٍ، طُلِب من الرئيسيات تقريب وعاء الطعام الفارغ بعد التأخير. وُجٍد أيضًا تسبب الآفات على حساب المهاد بإعاقة في أداء التجربتين، ولكن بفترة تأخير أطول. أكدت هذه الدراسات تسبب تخريب الحصين والمهاد بإعاقة في استذكار الذاكرة العرضية لأحداثٍ مجربة مسبقًا.
في دراسة آفة على الجرذان، وجد فيربينتينو وشابيرو في عام 2003 أهمية الحصين في التذكر الدقيق لأحداث سابقة. أظهرت الفئران المصابة بآفات في القبو دقة اختبار ضعيفة في مهمة مكانية تتطلب تذكر السياق الزمني، الذي نُظر إليه على أنه دليل على إعاقة الذاكرة الاستعادية.
في دراسات أبكر، وجد كاميتاني وكيسنر في عام 1989 قيام الجرذان المصابين بآفات في الحصين بأخطاء أكثر في متاهة الذراع المتشععة، مشيرًا إلى إعاقة الذاكرة الاستعادية في نقاط الإدخال ضمن المتاهة.

### المهاد
يُعرف دور المهاد المهم في الذاكرة. أثناء تحري مريض مصاب بسكتة مع تخريب في المهاد، وجد سيبولوتي وغيره في عام 2008 ضعف تمييز واستذكار عند المصابين بسكتة في الاختبارات الكلامية وغير الكلامية. أظهر الاستذكار الضعيف تأثر الذاكرة الاستعادية عند المرضى من خلال تخريب المهاد بسبب السكتة.
وُجد تسبب آفات المهاد بإعاقة في الذاكرة المعرفية عند القرود. وفي دراسة أجراها أغليتون وميسكين، وجدوا إعاقة في القدرة المعرفية وفي الذاكرة الترابطية عند القرود المصابين بآفات في المهاد الأمامي والخلفي أثناء إجراء اختبارات التطابق. اقترح الباحثون أيضًا حدوث فقدان ذاكرة عند التخريب المشترك في منطقتي المهاد.